# Rhipsalis cereoides
Ne doit pas être confondu avec Rhipsalidopsis.
Espèce
Statut de conservation UICN

 NT  : Quasi menacé
Statut CITES

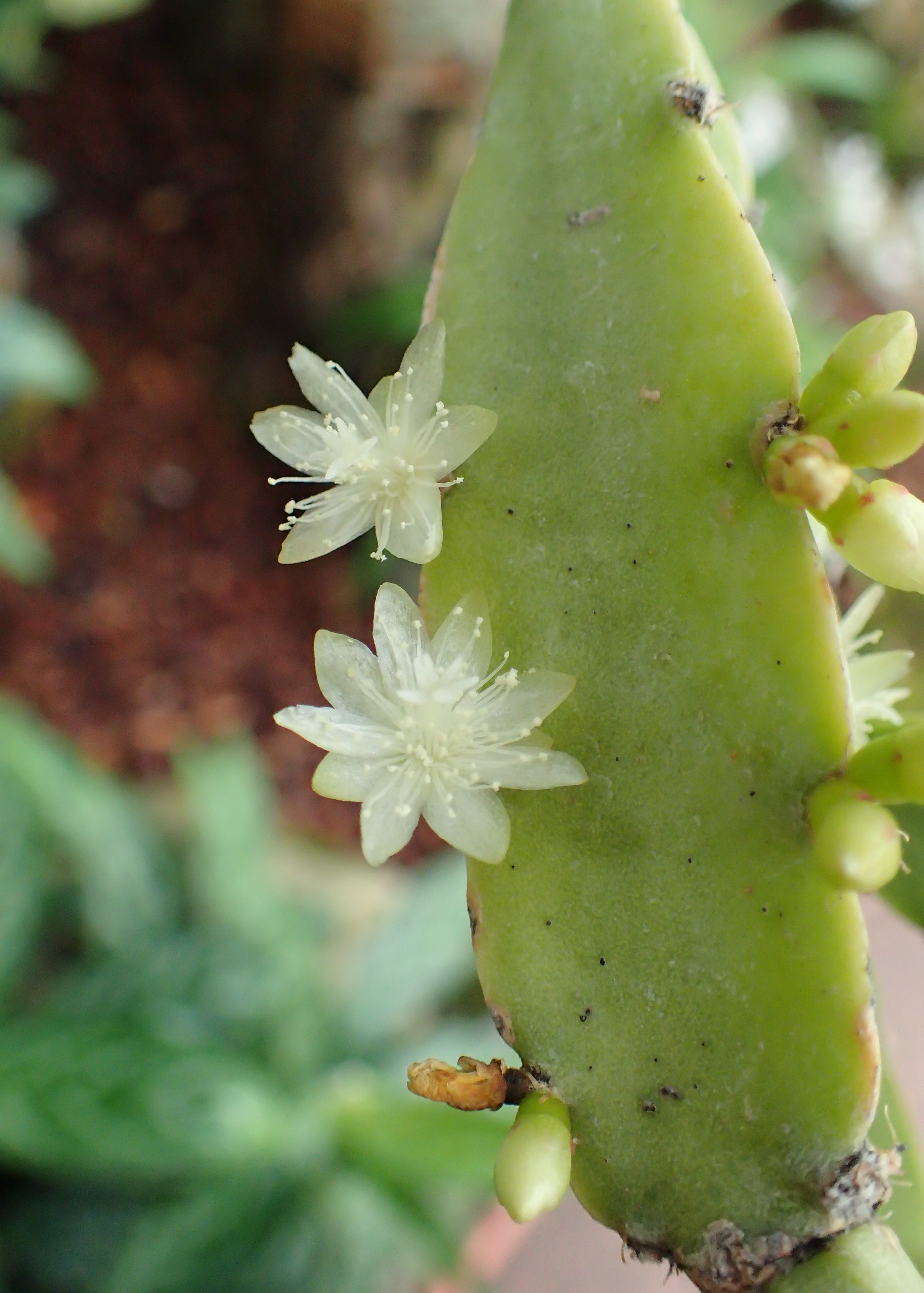
Rhipsalis cereoides

Rhipsalis cereoides  est le nom d'une espèce de plante épiphyte et succulente, endémique du Brésil, et appartenant à la famille des cactus et du genre Rhipsalis (qui comprend environ 60 espècess et de nombreuses sous-espèces).
Elle est menacée par la régression, dégradation ou disparition de son habitat (forêt tropicale humide)

## Étymologie
Le nom de genre vient d'un mot grec signifiant souple ou osier, en référence à l'apparence des plantes.

## Origine, aire de répartition, habitat
Cette espèce est endémique du Brésil, et plus précisément des forêts subtropicales ou tropicales humides et de plaine, ou de zones rocheuses.

## Statut, menace
La principale menace qui pèse sur l'espèce est la destruction de son habitat (déforestation)